# Plutonium(III)-fluorid
Plutonium(III)-fluorid ist eine chemische Verbindung aus den Elementen Plutonium und Fluor. Es besitzt die Formel PuF3 und gehört zur Stoffklasse der Fluoride.

## Darstellung
Plutonium(III)-fluorid ist schwerlöslich und entsteht durch die Umsetzung einer wässrigen Plutonium(III)-nitratlösung mit Fluoridsalzen im Sauren.
{\displaystyle {\ce {Pu^3+ (aq) + 3 F^- (aq) -> PuF3 (s) v}}}
Plutonium(III)-fluorid kann auch durch Reaktion von Plutonium(IV)-oxalat und Wasserstoff, Plutonium(III)-oxalat oder Plutonium(IV)-oxid mit Fluorwasserstoff gewonnen werden.
{\displaystyle {\ce {2 Pu(C2O4)2 + H2 + 6 HF -> 2 PuF3 + 2 CO + 2 CO2 + 4 H2O}}}
{\displaystyle {\ce {Pu2(C2O4)3 + 6 HF -> 2 PuF3 + 3 CO + 3 CO2}}}
{\displaystyle {\ce {2 PuO2 + H2 + 6 HF -> 2 PuF3 + 4 H2O}}}

## Eigenschaften
Plutonium(III)-fluorid bildet violette Kristalle mit einem Schmelzpunkt von 1396 °C. Es kristallisiert in der Lanthanfluoridstruktur mit den Gitterparametern a = 709,3 pm und c = 725,4 pm. Hierbei ist jeder Plutoniumkern von neun Fluorkernen in einer verzerrten dreifach-überkappten trigonal-prismatischen Struktur umgeben. Es ist sublimierbar und hat eine größere Flüchtigkeit als Americium(III)-fluorid.

## Verwendung
Um Plutonium zur Wiederaufbereitung durch Ausfällung aus Lösungen abtrennen zu können, wurde eine Methode zur Ausfällung als Plutonium(III)-fluorid entwickelt, um eine Alternative zur bisherigen Plutoniumperoxidmethode zu haben. Eine Studie des Los Alamos National Laboratory aus dem Jahr 1957 berichtet, dass diese Methode gegenüber dem bisherigen Verfahren weniger effektiv sei, während eine neuere Studie, die vom US-Office of Scientific and Technical Information in Auftrag gegeben wurde, diese als eine eher effektivere Methode darstellt.

## Sicherheitshinweise
Einstufungen nach der CLP-Verordnung liegen nicht vor, obwohl die chemische Giftigkeit bekannt ist. Wichtig sind die auf der Radioaktivität beruhenden Gefahren, sofern es sich um eine dafür relevante Stoffmenge handelt.